# Helcogramma
Helcogramma är ett släkte av fiskar. Helcogramma ingår i familjen Tripterygiidae.

## Dottertaxa tillHelcogramma, i alfabetisk ordning[1]
- Helcogramma albimacula
- Helcogramma alkamr
- Helcogramma aquila
- Helcogramma billi
- Helcogramma capidata
- Helcogramma cerasina
- Helcogramma chica
- Helcogramma decurrens
- Helcogramma desa
- Helcogramma ellioti
- Helcogramma ememes
- Helcogramma fuscipectoris
- Helcogramma fuscopinna
- Helcogramma gymnauchen
- Helcogramma hudsoni
- Helcogramma inclinata
- Helcogramma kranos
- Helcogramma lacuna
- Helcogramma larvata
- Helcogramma maldivensis
- Helcogramma microstigma
- Helcogramma nesion
- Helcogramma nigra
- Helcogramma novaecaledoniae
- Helcogramma obtusirostris
- Helcogramma randalli
- Helcogramma rharhabe
- Helcogramma rhinoceros
- Helcogramma rosea
- Helcogramma serendip
- Helcogramma solorensis
- Helcogramma springeri
- Helcogramma steinitzi
- Helcogramma striata
- Helcogramma trigloides
- Helcogramma vulcana